# Ștărkovo, Pazardjik
Ștărkovo (în bulgară Щърково) este un sat în comuna Lesiciovo, regiunea Pazardjik,  Bulgaria. 

## Demografie
Componența etnică a satului Ștărkovo
     Bulgari (97,71%)
     Turci (1,26%)
     Nicio identificare (1,01%)
     Altele (0%)
La recensământul din 2011, populația satului Ștărkovo era de 394 locuitori. Din punct de vedere etnic, majoritatea locuitorilor (97,71%) erau bulgari, cu o minoritate de turci (1,26%). Pentru 1,01% din locuitori nu este cunoscută apartenența etnică.